# Molochna
Molochna (tiếng Ukraina: Молочна, tiếng Nga: Моло́чная Molochnaya), là một sông tại tỉnh Zaporizhzhia thuộc miền Nam Ukraina. Tên sông có nghĩa đen là 'sữa'.

## Lịch sử
Sông có liên hệ với văn hóa cộng đồng Mennonite Nga, họ từng có căn cứ tại vùng đông nam của Ukraina kể từ năm 1804 với tên gọi là thuộc địa Molotschna, khu vực khi đó là một phần của Đế quốc Nga.
Vào thời cổ đại sông được gọi là Gerrhus hoặc Gerrus (tiếng Hy Lạp cổ: Γέρρος). Người Nogai gọi sông là Tokmak (tiếng Nogai: Токмак).

## Mô tả
Sông chảy qua các huyện Polohy và Melitopol. Chiều dài sông là 197 km (cùng với sông Tokmak), diện tích của lưu vực sông là 3.450 km². Thung lũng sông phần lớn là dạng hình thang, rộng 35 km. Vùng bãi bồi rộng 10–12 m đến 2,8 km, có thảm thực vật đồng cỏ bao phủ, một số nơi sình lầy. Chiều rộng của sông thay đổi từ 2–4 m ở thượng lưu đến 20–30 m ở trung và hạ lưu. Độ sâu của sông hầu hết là 0,3-0,4 m, lớn nhất là 3,5 m, độ dốc của sông là 1,2 m/km. Bờ hữu cao và dốc, bờ tả thấp và bằng phẳng. Vào mùa hè, sông thường bị khô cạn, tạo thành những bãi bồi mọc đầy lau sậy, hương bồ và cói túi. Nguồn nước chủ yếu là từ tuyết (giai đoạn mùa xuân chiếm tới 80% lưu lượng hàng năm). Nước sông Molochna có đặc trưng là độ khoáng hóa cao. Lớp băng không ổn định. Sông được điều tiết trong một khoảng chiều dài đáng kể (3 hồ chứa và nhiều ao). Nước được sử dụng cho các nhu cầu kinh tế và tưới tiêu; nghề cá.

## Vị trí
Sông Molochna được hình thành bởi hợp lưu của sông Chinhul và Tokmak, phía bắc thành phố Molochansk. Sông chảy về hướng phía nam/tây nam. Nó chảy vào vụng cửa sông Molochna thuộc biển Azov ở phía nam làng Timofiivka (huyện Melitopol). Trong những năm 1920 và 1930, khả năng tạo ra một cảng biển ở Melitopol từng được thảo luận và nghiên cứu.
Ngoài Chingul và Tokmak, sông Molochna còn có các phụ lưu lớn là Kurushan, Yushanly, Arabka.
Một đảo cũ trên sông có di chỉ khảo cổ Kamyana Mohyla. Các đô thị ven sông là Melitopol, Molochansk, Tokmak.